# Migros Ticaret
Die Migros Ticaret A.Ş, meist abgekürzt als Migros, ist die größte Supermarktkette der Türkei. Ursprünglich ein nur in Istanbul tätiges Tochterunternehmen der Migros Schweiz wurde die Migros Türk 1974 unabhängig und expandierte ab 1988 in der ganzen Türkei und im Ausland. 2009 änderte der Firmenname aufgrund einer Unternehmensübernahme von Migros Türk auf Migros Ticaret. Neben dem Einzelhandel betreibt das Unternehmen noch Elektrotankstellen und betreibt eine Bezahlapp für Mobiltelefone.

## Unternehmen

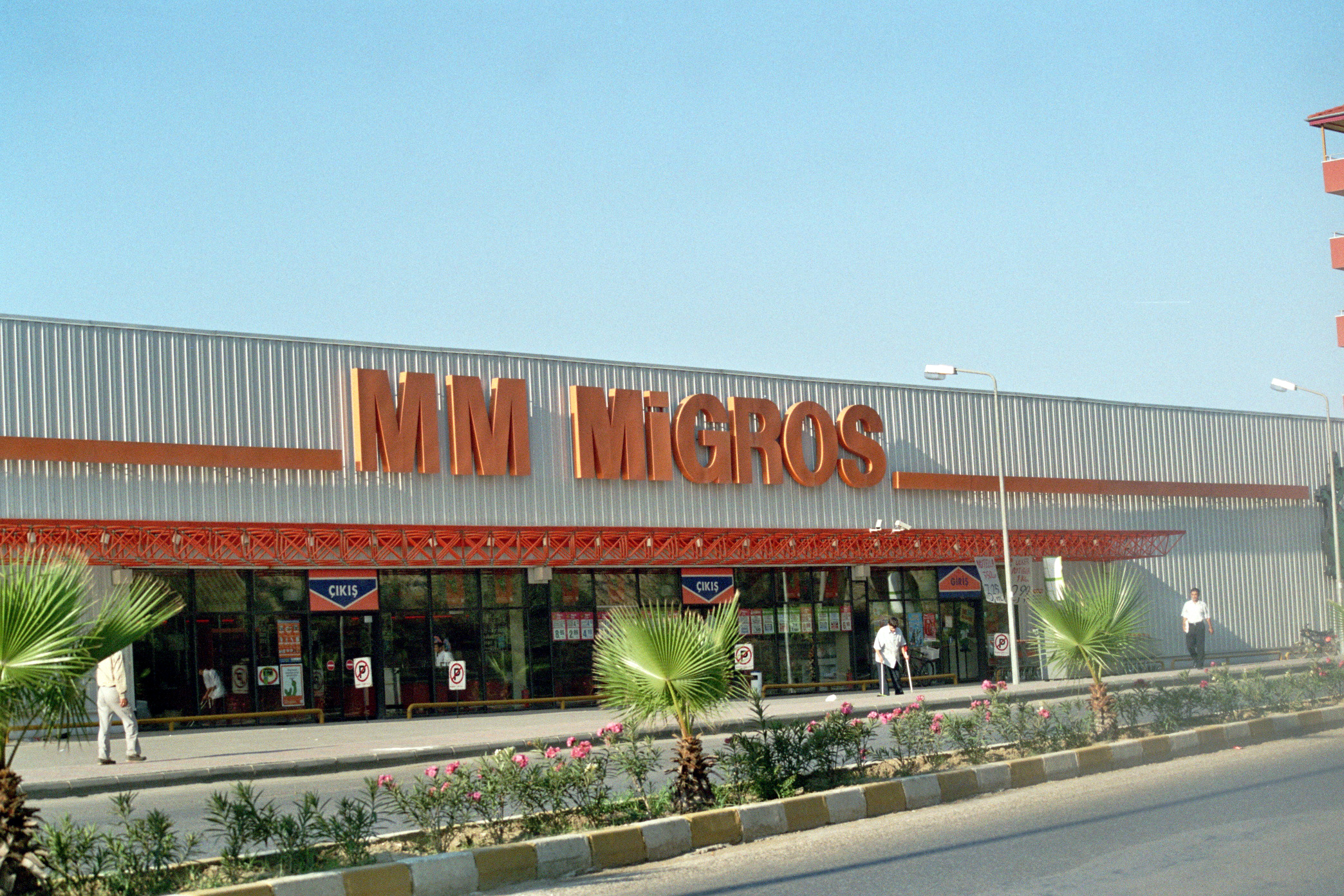
MM-Filiale in Manavgat

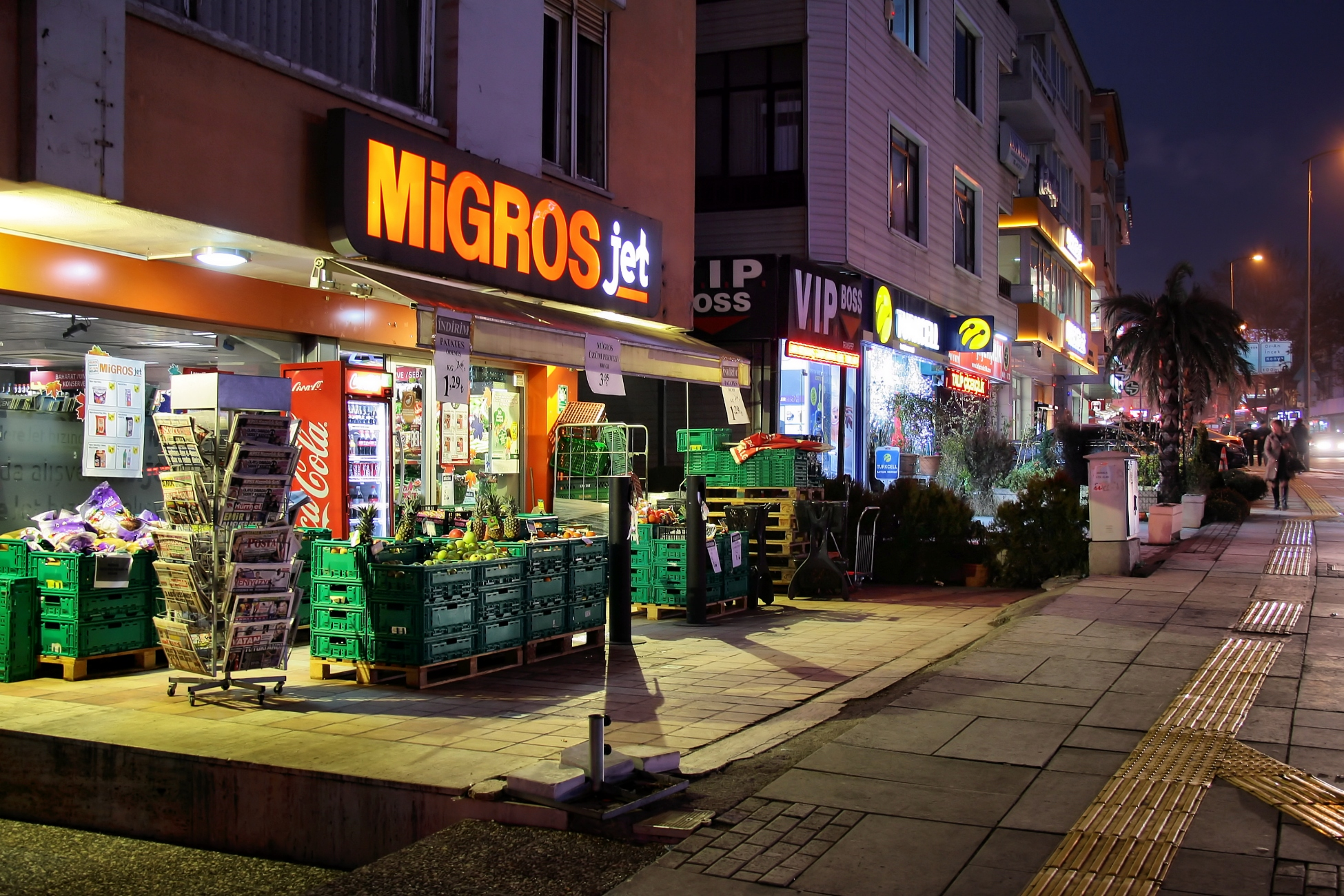
Migros-Jet-Filiale in Ankara

Wie in der Migros Schweiz gibt es M-, MM- und MMM-Supermärkte. Das Logo entspricht dem der Schweizer Migros aus den 1980er-Jahren (abgesehen vom i mit Punkt zur Unterscheidung vom türkischen ı).
Ende April 2023 betrieb die Migros in der Türkei 1061 M-jet-,1105 M-, 466 MM-, 154 MMM-, 56 5M- und 26 Wholesale-Läden (2023), wobei alleine im Jahr 2022 343 Geschäfte neu eröffnet wurden:
- Migros-jet-Läden sind kleinere Stadtteilmärkte nach dem Vorbild der Tansaş Mini-Märkte.
- In M Migros-Läden werden Grundnahrungsmittel und eine kleine Anzahl an Nonfood-Produkten angeboten.
- In MM Migros-Läden findet man mehr Nahrungsmittel und ein erweitertes Angebot an Nonfood-Produkten.
- In MMM Migros-Läden existiert ein großes Angebot an Nonfood-Artikeln wie Kleider, Elektronik, Bücher oder Kosmetik.
- 5M Migros sind große Einkaufszentren (Shopping Mall), die unter einem Migros-Dach auch Läden und Boutiquen anderer Firmen sowie eine eigene Etage mit (Schnell-)Restaurants beherbergen. Sie finden sich hauptsächlich in den großen Städten und den Touristengebieten an der Südwestküste der Türkei.
- Unter dem Namen macrocenter betreibt die Migros 134 Luxus-Einkaufszentren.

Ferner gibt es online den Großmarkt Migros Toptan für Gewerbetreibende und die Onlineshops Migros Sanal Market, Macro Online, Macro Banquet und Taze Direkt, letzterer für Bioprodukte und Naturkost. Unter dem Markennamen Migros Food (Migros Yemek) wird ein Essenslieferdienst angeboten. Unter dem Namen Migros Hemen wird ein Schnelllieferdienst für Migros-Produkte angeboten, mit dem die Produkte innerhalb von 30 Minuten nach Hause geliefert werden.
Zur Herstellung eigener Produkte betreibt die Migros mit Miget unter anderem den größten Fleischverarbeitungsbetrieb der Türkei mit einer Verarbeitungskapazität von 62.000 Tonnen.

## Produktlinien und Programme
Die Migros Türk bietet neben dem Verkauf von Markenartikeln auch Eigenmarken an. Dazu gehört beispielsweise Anatolian Flavors, eine Marke, die regionale Spezialitäten aus der ganzen Türkei in die Läden bringt.
1998 lancierte das Unternehmen unter dem Namen Migros Club eine Kundenkarte (Kundenbindungsprogramm), mit der man von Werbe- und Sonderpreisaktionen profitieren konnte. Diese wird von 12 Millionen Konsumenten genutzt und wurde inzwischen in Money Card umbenannt.

## Geschichte

### Gründung auf Einladung der Stadt Istanbul

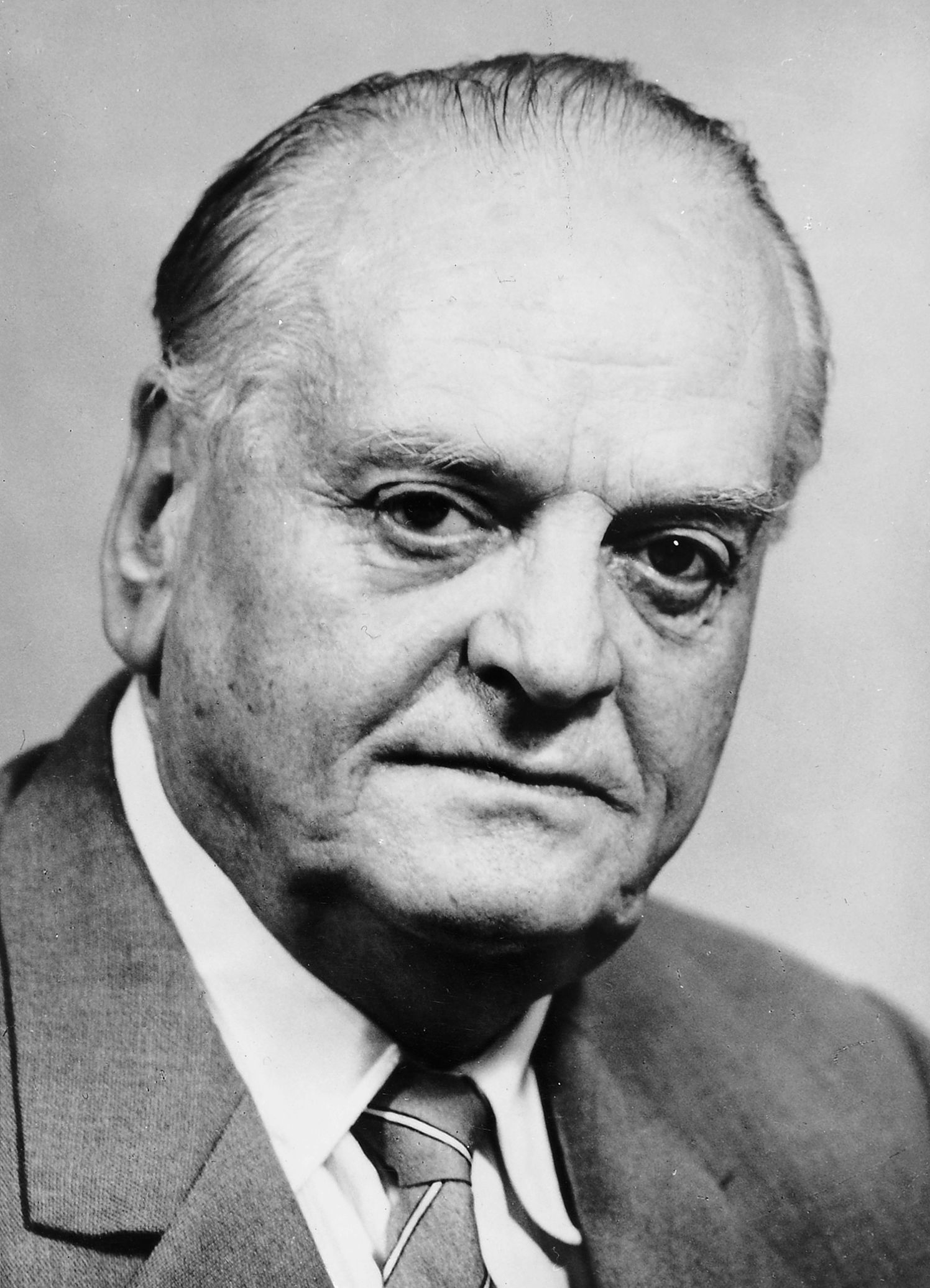
Migros Schweiz-Gründer Gottlieb Duttweiler

Während des Zweiten Weltkriegs trat in der Türkei ein Gesetz zur Kontrolle der Nahrungsmittelversorgung in Kraft, das die Nahrungsmittelpreise sowie -produktion von Produkten wie Fisch, Fleisch, Milch, Zucker und Tee regulieren sollte. Dies führte jedoch zu massiven Nahrungsmittelengpässen und strukturellen Versorgungsproblemen, die auch die wachsende Metropole Istanbul trafen. Daher entschied die Stadt Istanbul in der Nachkriegszeit, mit Ferruh Ilter einen Experten in die USA zu schicken, der die Organisation des dortigen Einzelhandels studieren sollte. Während dieser Zeit hörte Ilter von der Schweizer Migros, sodass er später auch noch die Schweiz besuchte. Zurück in Istanbul überzeugte er die dortige Verwaltung, dem Migros-Gründer Gottlieb Duttweiler eine formale Einladung zu senden. Diese formale Einladung erreichte Duttweiler im Oktober 1953, unterzeichnet vom damaligen Bürgermeister von Istanbul, Fahrettin Kerim Gökay, und dem türkischen Wirtschaftsminister Fethi Çelikbaş. Migros Schweiz leistete der Einladung Folge, und eine Expertengruppe unter Leitung des stellvertretenden Geschäftsleiters Charles Henri Hochstrasser konnte im Januar 1954 die Unterstützung der Stadt Istanbul gewinnen.
Die Migros Türk T.A.Ş wurde schließlich als Tochterunternehmen der Migros Schweiz mit einem Startkapital von 500'000 Lira sowie einem von der Regierung gestützten Kredit von 5 Mio. Lira durch die staatlich kontrollierten Ziraat- und Yapı-Kredi-Banken gegründet. Karl Ketterer wurde erster Geschäftsführer des Unternehmens, und acht türkische Beamte kamen in die Schweiz zur Ausbildung. Das erste Warenhaus wurde in Eminönü eröffnet. 60 Verkaufswagen nach Schweizer Vorbild wurden zu Beginn aus Großbritannien bestellt, mit Feierlichkeiten unter Anwesenheit des Bürgermeisters sowie Gouverneurs von Istanbul wurden die ersten 20 Fahrzeuge am 30. September 1955 empfangen. Die ersten Migroswagen verkauften 50 verschiedene Lebensmittel. Im Dezember 1957 erfolgte die Eröffnung des ersten 114 m² großen Ladens auf dem Fischmarkt im Stadtteil Beyoğlu. Die Gründung der Migros Türk wurde auch zum Vorbild für andere türkische Großstädte, so wurden in der Folge auch in Ankara (1956) und Izmir (1973) staatliche Supermärkte eröffnet, und selbst das Militär eröffnete ab 1963 Supermärkte.

### Zeit als Tochtergesellschaft der Migros (1954–1975)
Nach der erfolgreichen Gründung wuchs die Migros Türk in der Folge schnell. 1959 beschäftigte das Unternehmen bereits 327 Angestellte und betrieb acht Läden, elf Straßenstände und 60 Verkaufswagen. Probleme bereiteten dem Unternehmen, das mit der steigenden Inflation große finanzielle Verluste erlitt, unter anderem die staatliche Preiskontrolle und Schwierigkeiten bei der Ersatzteilbeschaffung für seine Verkaufswagen. Auch der Import von alten Schweizer Migroswagen wurde durch Zollformalitäten erschwert. Die Schweizer Migros überlegte sich den Ausstieg aus dem türkischen Geschäft respektive wollte nur noch eine beratende Rolle einnehmen und technische Unterstützung bieten, konnte aber keine Abnehmer finden.
Ende der 1950er-Jahre stand Migros Türk schließlich vor dem Bankrott. Hier griff jedoch die Regierung ein und überzeugte auch die Schweizer Migros, weiter im Geschäft zu bleiben. Migros Türk wurde schließlich mit einer Finanzspritze von 9 Millionen Lira gerettet. Migros Schweiz besaß von nun an 51 % der Unternehmensanteile, während der andere Teil in den Händen von Gemeinden und staatlichen Organisationen wie der Stadt Istanbul, der Ziraat-Bank oder dem staatlichen Unternehmen für Fleisch- und Fischereiprodukte lag. Sie wurde damit mitunter zu einem staatlichen Unternehmen.
In den 1960er-Jahren gewann das Einzelhandelsgeschäft gegenüber dem mobilden Verkauf und den Straßenständen an Bedeutung. 1967 machten die Läden über 60 % des Unternehmensumsatzes aus. Zudem wurde ein Einkaufsbüro in Mersin inmitten des Agrargebiets im Süden der Türkei eröffnet, und das Unternehmen begann im kleinen Stil selbst mit der Herstellung von Lebensmitteln. Zudem wurden die Einkäufe im Direkthandel zwischen 1961 und 1967 von 18 % auf 59 % gesteigert und damit der kommunale Großmarkt von Istanbul umgangen, der zuvor der Hauptlieferant war. Duttweiler (gest. 1962) selbst sah Migros Türk gemäß eigenem Vernehmen als Entwicklungshilfe, die gar nicht im kommerziellen Interesse der Migros Schweiz war – er selbst besaß aber gleichzeitig auch große Anteile an Migros Türk. Auch sollte das Unternehmen in der Türkei genauso Klein- und Kleinstunternehmen fördern, jedoch kaufte die Migros ihre Produkte eher bei Großbauern ein, da im Gegensatz zur Schweiz Kleinbetriebe in der Türkei gar nicht in der Lage waren, der Migros Türk genügende Produktstandards zu bieten. In den späten 1960er-Jahren gab es auch Pläne, die Migros Türk in ein kooperatives Modell nach Vorbild der Schweizer Migros zu überführen, was jedoch nie in die Tat umgesetzt wurde.
Gegen Ende der 1960er-Jahre drückte die steigende Inflation die Umsätze der Migros Türk, 1968 kam er zu Anti-Amerikanischen Studentenprotesten, und dies alles führte im März 1971 zu einem Militärputsch. Die Türkei schlitterte in eine tiefe Rezession, und in diesem Umfeld entschied sich die Migros Schweiz, aus dem Geschäft in der Türkei auszusteigen. Rudolf Suter, Vorstandsmitglied von Migros Türk zu dieser Zeit, nannte auch die staatlichen Preiskontrollen als eine der größten Schwierigkeiten des Unternehmens zu dieser Zeit. Ursprünglich wollte die Migros Schweiz ihre Anteile an eine Kooperative verkaufen, fand jedoch auf diese Weise keinen Abnehmer.

### Verkauf an die Koç Holding und Stabilisierung (1975–1987)
Schließlich verkaufte die Migros 1975 ihre Anteile an die Koç-Gruppe. Das Unternehmen wurde unabhängig von der Migros Schweiz, durfte jedoch den Namen und die Migros-Merkmale weiter führen. Zu dieser Zeit hatte die immer noch nur in Istanbul tätige Migros 16 Läden, 22 Verkaufsfahrzeuge und 707 Angestellte.
Als Erstes nach der Übernahme erhöhte die Koç-Gruppe das Unternehmenskapital von 9 auf 50 Millionen Lira. Im folgenden Jahrzehnt bis 1990 wuchs die Migros Türk langsam und modernisierte ihre Infrastruktur. 1988 eröffnete Migros Türk in Izmir vier Läden und war damit erstmals außerhalb Istanbuls präsent.

### Rasantes Wachstum (1987 bis heute)
Als entscheidend für das künftige Wachstum des Unternehmens und dessen Supermarktgeschäft erwies sich die 1987 erfolgte Marktliberalisierung und der Privatisierung staatlicher Lebensmittelproduzenten kompetitiver: 1988 wurde mit Galleria in Istanbul der erste moderne Supermarkt eröffnet, und mit Metro (1990) und Carrefour (1991) fassten zwei neue Konkurrenten in der Türkei Fuß. Migros Türk passte sich in der Folge an und begann seine Supermärkte zu modernisieren und wollte im Stil der großen europäischen Supermarktketten expandieren. Als 1995 mit der Gründung von BİM eine dem deutschen ALDI ähnliche Supermarktkette in den Markt eintrat, reagierte Migros Türk mit der Gründung einer eigenen Discount-Tochtergesellschaft unter dem Namen Şok. 1996 gab das Unternehmen als Ziel heraus, zwei neue Supermärkte pro Woche zu eröffnen. Obwohl vollständig von der Schweiz unabhängig, kopierte Migros Türk in dieser Zeit auch die in der Schweiz vorhandene Differenzierung zwischen M-, MM- und MMM-Supermärkten.
Weiter eröffneten sich in der Türkei durch das Ende der Sowjetunion auch im Ausland neue Möglichkeiten. Migros Türk entschloss sich so Richtung Osten zu expandieren – hauptsächlich in Russland und Zentralasien – und wurde damit selbst zu einem Transnationalen Unternehmen. Die Expansion Richtung Osten erfolgte auch, weil es für eine türkische Einzelhandelskette schwierig war nach Osteuropa zu expandieren. Man ging dafür eine Kooperation mit dem Bauunternehmen Enka ein. Mit der Internationalisierung veränderte sich auch die Finanzierung des Unternehmens, sodass die Koç-Gruppe 51 % des Unternehmens hielt und die restlichen Anteile an der Borsa Istanbul gehandelt wurden. Auch nahm man 2002 eine Anleihe über 60 Millionen US-Dollar bei der Internationalen Finanz-Corporation auf, um damit die weitere Expansion in Moskau zu finanzieren.
In den 2000er-Jahren kaufte Migros Türk die Supermarktketten Yonca und Maxi. 2005 konnte das Unternehmen die aus Izmir stammende Kette Tansaş übernehmen und damit die Gesamtzahl der Läden von 566 auf 722 Geschäfte erhöhen. 2008 verkaufte die Koç-Gruppe die Migros (respektive ihren Anteil von 50,8 %) in einem Buy-out an das Beteiligungsunternehmen BC Partners. Zu dieser Zeit hatte die Migros Türk weltweit 1101 Geschäfte. 2009 folgte der Zusammenschluss der Migros Türk T.A.Ş. mit der Moonlight Perakendecilik ve Ticaret A.Ş., wodurch 80 % der nun zusammengeschlossenen Migros Ticaret A.Ş. BC Partners gehörten.
Durch Strategievorgaben der neuen Inhaber kam es im Mai 2011 zum Verkauf der Discountkette Şok an den Lebensmittelhersteller Ülker, da sich Migros Türk wieder auf Supermärkte fokussieren sollte. Dadurch verlor Migros Türk die Hälfte ihrer Niederlassungen. 2014 wurden mit Migros-jet die ersten 7/24-Supermärkte eröffnet. 2015 veräußerte BC Partners 40,25 % des Unternehmens an das türkische Konglomerat Anadolu Endustri. Im November 2016 wurde mit Tazedirekt ein Onlinehändler für Naturkost übernommen. Von Juni 2016 bis März 2017 übernahm die Migros das Türkeigeschäft von Tesco und konnte dadurch 48 neue Hyper-, 48 Super- und 72 Expressmärkte sowie 26 Shoppingcenter übernehmen.
Seit 2017 sitzt der ehemalige CEO von LeShop.ch, Dominique Locher, im Unternehmensbeirat von Migros Ticaret. 2019 wurde durch ihn die Lieferdienst-App Hemen lanciert, welche eine Lieferung der in der App bestellten Produkte innert 30 Minuten (per Motorrad) ermöglicht. 2020 lancierte das Unternehmen MoneyPay und stieg damit ins digitale Bezahlgeschäft ein und ermöglicht gleichzeitig allen Usern, sich in Migrosfilialen mit der App an der Kasse Geld auszahlen zu lassen. 2022 vereinigte das Unternehmen seine verschiedenen Onlinehandelsunternehmen in der neuen Abteilung Migros One und setzt vermehrt auf Tochtergesellschaften, um in neuen Geschäftsfeldern tätig zu werden.

## Tochtergesellschaften der Migros Ticaret

### Ramstore

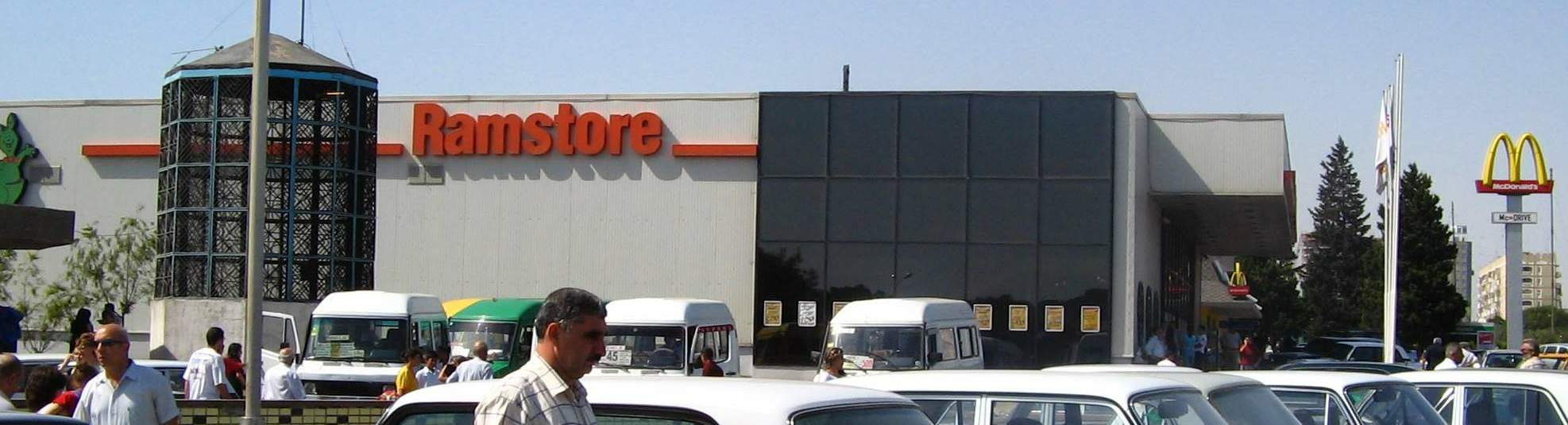
Ramstore in Baku, Aserbaidschan (2006)

Die Migros Türk gründete im Oktober 1997 zusammen mit dem Baukonzern Enka das Unternehmen Ramenka, das in Zentralasien und in Russland unter dem Label Ramstore Geschäfte eröffnete. Der erste Laden wurde in Baku in Aserbaidschan eröffnet, da das Land der Türkei kulturell am nächsten stand. 1998 erfolgte der Markteintritt in Russland. 2006 betrieb die Kette insgesamt 76 Läden: 10 Einkaufszentren und 49 Läden in Russland, 3 Läden in Aserbaidschan, 2 Einkaufszentren und fünf Läden in Kasachstan, einen Laden und einen Hypermarkt in Nordmazedonien sowie weitere Läden in Bulgarien. Die Läden in Bulgarien wurden jedoch Anfang 2007 alle geschlossen.
Im September 2007 verkaufte Migros Türk ihren Anteil der Ramstore in Russland an Enka, so dass Enka nun alleiniger Eigentümer der Kette Ramstore in Russland ist. 2011 wurden die drei Läden in Aserbaidschan für 14,3 Mio. Dollar an die Intersun Holding aus den Vereinigten Arabischen Emiraten verkauft. Der Ramstore in Nordmazedonien (respektive dessen Mutterkonzern Ramstore Bulgarien, der aber dort nicht mehr aktiv war) mit einem Warenhaus und 28 Supermärkten wurde 2021 vom nordmazedonischen Bauunternehmen City Plaza für 105 Millionen Euro übernommen.
Einzig ein Einkaufszentrum unter dem Namen Ramstore der Ramstore Kazakhstan LLC in Almaty gehört heute noch zur Migros Ticaret A.S.

### Money One
2022 gegründete Tochtergesellschaft, unter welchem die verschiedenen Onlinegeschäfte Migros Sanal Market, Migros Hemen, Migros Ekstra, Macroonline und Taze Direkt vereinigt werden sollen. Die Migros hält 93 % an dem Tochterunternehmen.

### Money Pay
Tochterunternehmen, das das 2020 von der Migros lancierte gleichnamige mobile Zahlungssystem entwickelt. Die angebotene Lösung ist voll in die Migros-Markenwelt integriert.

### Paket Taxi
Ein Logistik-Start-Up für die Last-Mile-Delivery. Migros erhöhte ihren Anteil am Unternehmen im April 2022 von 25 % auf 75 %, wodurch das Unternehmen zu einer Migros-Tochter wurde. Es besitzt eine Flotte von über 4000 Motorrädern und liefert auch für Drittkunden aus.

### Mimeda Medya Platform
100%-Migros-Tochter und Retail-Media-Unternehmen, das für die Migros datengesteuertes Marketing übernimmt und die Plattform Migros TV betreibt.

### Migen Energy
Eine weitere 100%-Tochter der Migros, die Tankstellen für Elektrofahrzeuge in größeren Einkaufsläden der Migros anbietet. 2022 hatte das Unternehmen über 50 Ladestationen in 19 Städten in Betrieb.

## Kritik
Über mehrere Jahre hinweg entließ das Unternehmen in Gebze aus verschiedenen Gründen gewerkschaftlich organisierte Mitarbeiter. 2021 ließ die Migros protestierende Arbeiter in einem Warenhaus in Esenyurt durch die Polizei festnehmen.
Während der COVID-19-Pandemie in der Türkei ließ ein Migros in Beylikdüzü die Mitarbeiter in Quarantäne nach drei Tagen zur Arbeit zurückbeordern und von einem eigenen Arzt testen. Alle, die keine Corona-Symptome hatten, mussten wieder arbeiten, während die anderen für eine Woche in unbezahlten Urlaub geschickt wurden.